# 博卡斯德爾托羅省
9°24′17″N 82°16′09″W / 9.4047951°N 82.269193°W
博卡斯德爾托羅省（西班牙語：Provincia de Bocas del Toro）是巴拿馬的一個省，首府為博卡斯德爾托羅。然而，該省位於巴拿馬西北部，臨加勒比海。
面積4,644平方公里，2006年估計人口108,626人。该省与哥斯达黎加接壤。
下分3縣、17市。